# Álvaro Campana
Álvaro Campana Ocampo (Santiago, Cuzco, 29 de octubre de 1976) es un analista político y politólogo peruano. Desde diciembre de 2017 secretario general del movimiento Nuevo Perú.

## Trayectoria
Estudió historia en la Universidad Nacional de San Marcos y ha militado en diversas experiencias de la izquierda peruana.
Fue militante de Tierra y Libertad partido creado en 2010 con el objetivo articular una propuesta electoral con los movimientos sociales (2010) y en un principio se vinculó con el Partido Nacionalista que llevó a Ollanta Humala a la presidencia del país en 2011. "Era un instrumento político que se estaba conformando con la propuesta de transformar el país. Luego de que el Partido Nacionalista demostrara que era una corte cerrada, muchos dejamos de tener expectativas en esa herramienta y participamos del partido Tierra y Libertad, que se preocupaba por articular una propuesta electoral con los movimientos sociales. Pero eso se descarrila." señala sobre su trayectoria.  También fue dirigente del Movimiento Sembrar y en 2015 fue coordinador de la Plataforma Nacional de Ordenamiento Territorial.
Formó parte del proceso congresal de Frente Amplio creado en 2013 y dirigió la campaña presidencial en 2016 con Verónika Mendoza como candidata después de que ésta en 2012 se desvinculara del Partido Nacionalista. En diciembre de 2017 en el congreso fundacional del movimiento Nuevo Perú fue elegido secretario general de este movimiento que lidera Verónika Mendoza.
Es miembro del comité editorial y colaborador de la revista Ojo Zurdo y del Espacio Nuestro Sur.

### Posiciones
Se considera heredero de la tradición democrático-popular y reclama la ampliación de derechos de ciudadanía y la democratización de la economía. Se manifiesta partidario en 2018 ante la crisis que vive Perú de la creación de una Asamblea Constituyente.
Se muestra a favor del referéndum planteado por el presidente Vizcarra "pese a que no implique mucho" porque se traslada la política del Congreso a la calle.
Considera que es necesaria una refundación de la república. Su análisis en 2019 sobre el Perú es que la mafia se está reagrupando y que las reformas necesarias para el país van muy lentas: El Estado ha sido capturado para los intereses particulares de empresarios, lobbystas y el poder judicial es parte de este entramado que afecta a los niños, las niñas, las mujeres, los campesinos, los trabajadores, etc.
Reivindica una nueva constitución y nuevas reglas con instituciones que garanticen los derechos ciudadanos. "Para nosotros -señala- hay una crisis de régimen que involucra a las instituciones y a la relación de la ciudadanía con la democracia y el Estado".